# Médaille Capitaine Mbaye Diagne
 (mai 2025).
 (juin 2024).
Membres permanents
- Chine
- États-Unis
- France
- Royaume-Uni
- Russie

Membres non permanents
- Argentine
- Australie
- Chili
- Corée du Sud
- Jordanie
- Lituanie
- Luxembourg
- Nigéria
- Rwanda
- Tchad

Résolution no 2153 Résolution no 2155

Ruban

La Médaille Capitaine Mbaye Diagne pour courage exceptionnel est, avec la Médaille Dag Hammarskjöld et la Médaille des Nations unies, l'une des trois récompenses des Nations unies. Elle est décernée aux militaires, policiers, membres du personnel civil des Nations Unies ou du personnel associé « qui ont fait montre d’un courage exceptionnel et ont bravé des dangers extrêmes en s’acquittant de leur mission ou de leurs fonctions, au service de l’humanité et de l’ONU ». Elle a été créée le 8 mai 2014 par le Conseil de sécurité des Nations unies dans sa résolution 2154  et porte le nom de Mbaye Diagne, capitaine et observateur militaire sénégalais, tué au combat à Kigali le 31 mai 1994, alors qu'il servait la Mission d'assistance des Nations Unies pour le Rwanda (MINUAR),.
La médiale a été attribuée pour la première fois au Capitaine Diagne à titre posthume, et remise à sa veuve en ses deux enfants, dans la salle de l'Assemblée générale, le 19 May 2016. En 2019, elle a été décernée à Chancy Chitete, soldat du contingent Malawi de la Mission de l'Organisation des Nations unies pour la stabilisation en République démocratique du Congo (MONUSCO), tué au combat contre les Forces démocratiques alliées. Le 26 mai 2022, la médaille est attribuée à titre posthume au Capitaine tchadien pour son courage lors du déploiement de la Mission multidimensionnelle intégrée des Nations unies pour la stabilisation au Mali (MINUSMA).
La médaille est décernée, indépendamment de la Médaille des Nations Unies, aux personnes qui, tout en participant à une mission de l'ONU dans une situation extrêmement dangereuse, ont fait preuve d'un courage exceptionnel.

## Design
Au recto de la médaille dorée se trouve l'emblème des Nations Unies avec la mention Nations Unies, Courage Exceptionnel, le verso porte la mention Médaille Capitaine Mbaye Diagne, au Service de la Paix. Le ruban est rayé bleu clair-or.